# Te Deum (Bizet)
Te Deum, per a solistes (soprano i tenor), cor mixt i orquestra, és un tedèum compost per Georges Bizet la primavera de 1858. Es va interpretar per primera vegada al Conservatori de París el mateix any. És la seva única composició coneguda de caràcter religiós.

## Origen i context
El 1857, amb tan sols 19 anys, Bizet estrena a París l'opereta Le Docteur Miracle i obté, El 1857, a l'edat de 19 anys, Georges Bizet va guanyar amb la seva cantata Clovis i Clotilde el Prix de Rome per a la composició musical, un prestigiós trampolí en aquell moment per a una carrera com a compositor, la recompensa del qual era una estada de tres anys a la Villa Medicis de Roma. Allà compon aquest Te Deum com la primera de les tres obres d'encàrrec. Després seguirien l'òpera Vasco de Gama i una suite orquestral.
Bizet va presentar més tard el seu Te Deum al prestigiós Concurs Rodrigo, molt valorat en aquella època en l'àmbit de la música sacra. No va obtenir el premi, potser a causa de l'ús no ortodox del text litúrgic, ja que va alterar l'ordre del Sanctus i va ometre frases com Et rege eos i Dignare Domine. A més, la seva musicalització presenta accents que, a voltes, xocaven amb la pronunciació llatina.
Aquesta breu peça (uns vint minuts) va ser ignorada fins que va ressorgir quan es va publicar l'any 1971, tot i que no sembla haver guanyat popularitat des de llavors.